# 81 Geminorum
81 Geminorum (g Geminorum) é uma estrela na direção da Gemini. Possui uma ascensão reta de 07h 46m 07.49s e uma declinação de +18° 30′ 36.6″. Sua magnitude aparente é igual a 4.89. Considerando sua distância de 341 anos-luz em relação à Terra, sua magnitude absoluta é igual a −0.21. Pertence à classe espectral K5III.